# شرلی هورن
شرلی هورن (انگلیسی: Shirley Horn؛ ۱ مهٔ ۱۹۳۴ – ۲۰ اکتبر ۲۰۰۵) یک موسیقی‌دان اهل ایالات متحده آمریکا بود.